# تسلسل تآلفي (موسيقى)

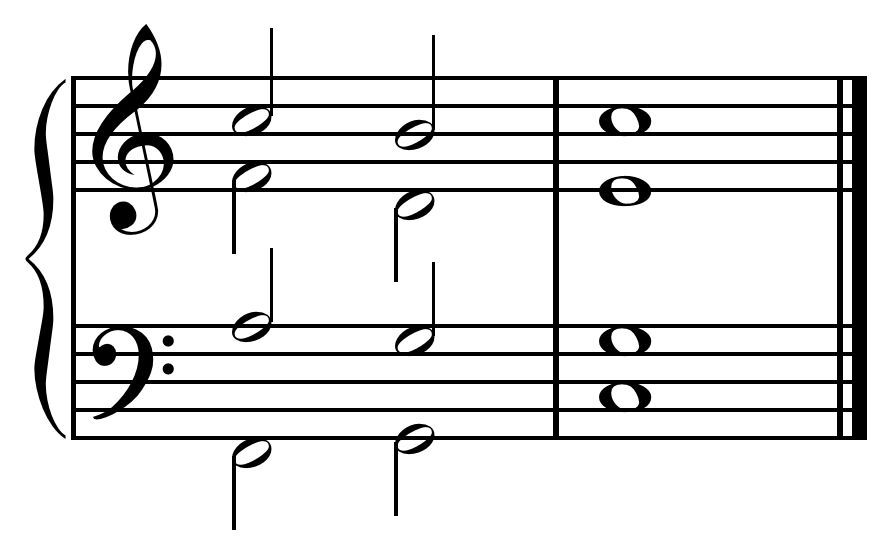

في التأليف الموسيقى، التسلسل التآلفي (بالإنجليزية: chord progression)‏ هو تتابع مجموعة من الكوردات (التآلفات). التسلسلات التآلفية هي أساس الانسجام في تقاليد الموسيقى الغربية من فترة الممارسة الشائعة للموسيقى الكلاسيكية إلى القرن 21. تمثل التآلفات الموسيقية أساس أنواع الموسيقى الغربية الشائعة (مثل البوب والروك) والموسيقى التقليدية (مثل البلوز والجاز)، وفي هذه الأنواع تعتبر التسلسلات الموسيقية الميزة التي ينبني عليها اللحن والإيقاع.
في الموسيقى النغمية، تكمن وظيفة التسلسلات التآلفية في تحقيق أو منع تحقيق نغمية، وهي التسمية التقنية لما يعرف عامة ب«سلم» أغينة أو قطعة معينة. يعبر عن التسلسلات التآلفية في نظرية الموسيقى الكلاسيكية عادة باستعمال الأرقام الرومانية، مثل التسلسل التآلفي الشائع V–ii–vi–I (من اليمين لليسار). يعبر في عدة أنواع من الموسيقى الشائعة والتقليدية عن التسلسلات التآلفية باستخدام اسم و «جودة» الكوردات. على سبيل المثال، التسلسل التآلفي السابق ذكره في سلم دو كبير قد يكتب «دو كبيرة–لا صغيرة–ري صغيرة–صول كبيرة» في نوع من التدوينات الموسيقية. في الكورد الأولى (دو كبيرة) تبين «دو» أن الكورد مبنية على نوطة الأصل «دو» أما «كبيرة» فتبين أنها كورد كبيرة مبنية على نوطة «دو» هذه.